# 横山博幸
横山 博幸（よこやま ひろゆき、1950年11月6日 - ）は、日本の政治家。衆議院議員（1期）、愛媛県議会議員（2期）、松山市議会議員（1期）を務めた。

## 来歴
1950年11月6日、愛媛県柳谷村（現・久万高原町）に生まれる。1968年、新田高等学校卒業。1973年、松山商科大学（現・松山大学）経営学部卒業。
2002年、一般企業勤務や会社経営などの経験を経て松山市議会議員選挙に初当選。
2007年、愛媛県議会議員選挙において松山市・上浮穴郡選挙区（定数16）で初当選。
2008年2月、民主党愛媛県総支部連合会幹事長に就任。
2011年4月、愛媛県議会議員選挙において同選挙区で得票数3位で再選。同年9月、民主党県連幹事長を辞任。
2012年1月、「マニフェストがほとんど守られていない」として県議会会派「民主党・かがやき」を離脱、新たに1人会派「希望」を立ち上げ代表に就任した。2013年5月、民主党を離党してみんなの党に入党し、支部として政治団体「みんなの党愛媛」を立ち上げ県選挙管理委員会に届け出た。また、県議会会派名を「みんなの党」に改称した。同年12月のみんなの党分裂に際しては、みんなの党愛媛県連代表の立場から「今は政治を動かす時期ではない」として結いの党結成の動きをけん制した。
2014年12月の第47回衆議院議員総選挙に、県議を辞職して維新の党公認で愛媛2区から出馬。選挙区では自由民主党前職の村上誠一郎、日本維新の会が分党した際に無所属となった前職で松山維新の会が推薦した西岡新に敗れたが比例四国ブロックで復活当選（なお、松山維新の会は旧日本維新の会の友好団体だったが、維新の党愛媛県総支部の設立に参加していない）。得票数22,677票、選挙区得票率は19.1%、惜敗率は39.9%で、同選挙での全国最低得票当選者となった、また愛媛2区で当選した村上も小選挙区での低得票当選者全国3位だった。
2016年3月、民主党と維新の党が合流して結成された民進党に参加した。
2017年7月7日、地元の愛媛県今治市で記者会見を開き、7月4日の常任幹事会で東京都議選の総括がなかったことから松野頼久を介して離党届を提出しようとし、慰留されていたことを明らかにした。7月25日の両院議員懇談会で総括案が示された後、7月28日にも離党届を提出しようとしていたが、7月27日の蓮舫代表の辞任表明で一旦見送りとなった。結局、8月16日に離党届を提出し、当面の間は無所属で活動する意向を示した。その後、8月23日に民進党から除籍処分および議員辞職勧告を受けた。
9月27日、小池百合子東京都知事を代表とする新党「希望の党」設立会見に、結党メンバーとなる国会議員14人の一人として参加した。同年10月22日施行の第48回衆議院議員選挙に希望の党公認で愛媛2区から出馬したが、小選挙区では得票数21,044（得票率16.4%）で敗れ、比例復活もならず落選した。当選した自民党の村上誠一郎は62,516票を獲得しており、惜敗率33.6%は希望の党の四国ブロックの重複立候補者の中では最下位だった。
2019年4月7日投開票の第19回統一地方選挙の一環で行われる愛媛県議会議員選挙に無所属で東温市選挙区より立候補したが、落選。

## 政策・主張
- 原発は日本に必要ない[36]。
- 選択的夫婦別姓制度の導入に、2014年の調査では、どちらかといえば反対[37]、としていたが、2017年の調査では、賛成、としている[38]。
- 加計学園問題に対しては、県議時代に獣医学部新設計画を推進していた立場から「情報公開をして今治市民の不安を取り除き、実現に向けていくことが正しい道だ」と述べた[39]。

## 人物
- 空手三段の腕前で、毎朝稽古で「仮想敵」を倒してから事務所へ出勤する[5]。
- 家族は妻と2男がいる[5]。
- 県議時代は総務企画国体委員会、エネルギー・防災対策特別委員会などに所属した[40]。

## 所属団体等
- 松山大学OB会（温山会）理事[2]
- 上浮穴同郷会顧問[2]